# 東和石油販売
東和石油販売株式会社（とうわせきゆはんばい、英: TOWA SEKIYU HANBAI Corporation）は、かつて存在した愛知県名古屋市中区松原に本社を置く、豊田通商グループのエネルギー専門商社である豊通エネルギーと石油元売の出光興産による合弁企業であった。愛知県を中心に岐阜県・長野県下でガソリンスタンド運営を行っていた。

## 沿革
- 1955年（昭和30年）5月 - 豊田通商全額出資により、資本金100万円にて東和石油株式会社として設立（シェル石油 特約店）。
- 1958年（昭和33年）
  - 4月 - 大阪支店を設立。
  - 12月 - 資本金を1,000万円に増資。
- 1963年（昭和38年）5月 - 資本金を2,000万円に増資。
- 1969年（昭和44年）6月 - 資本金を5,000万円に増資。
- 1976年（昭和51年）4月 - 資本金を8,000万円に増資。
- 1986年（昭和61年）4月 - 三和石油株式会社を吸収合併。社名を豊通石油販売株式会社に変更。資本金を1億6,000万円に増資。
- 2005年（平成17年）4月 - 昭和シェル石油が第三者割当増資を引受ける形式で資本参加。資本金2億1,950万円（出資比率：豊田通商65.3%、昭和シェル石油34.7%）。
- 2006年（平成18年）10月 - 新日本石油との特約店契約を解消。
- 2012年（平成24年）8月 - 豊田通商所有の株式を豊通エネルギーに譲渡。資本構成は豊通エネルギー65.3%、昭和シェル石油34.7%になる。
- 2017年（平成29年）2月28日 -「セルフ天竜川SS」を閉店。静岡県から撤退。
- 2021年（令和3年）
  - 6月23日 - 出光興産が筆頭株主となり、豊通エネルギーとの合弁会社となる。
  - 7月1日 - 社名を東和石油販売株式会社へ変更
- 2024年（令和6年）7月1日 - 出光リテール販売に合併し解散した[2]。